# Das Pharmakartell
Das Pharmakartell (Originaltitel: Das Pharmakartell – Wie wir als Patienten betrogen werden) ist ein mehrfach ausgezeichneter Dokumentarfilm aus dem Jahr 2008 von Christian Esser und Astrid Randerath. Der Film beleuchtet anhand zahlreicher, mit Betroffenen wie Insidern aus Anti-Korruptionsbehörden, Pharmaindustrie und Medizin geführter Interviews und investigativer Recherchen die Produkte und Geschäftspraktiken der Pharmaindustrie.

## Filminhalt
Die Autoren Christian Esser und Astrid Randerath zeigen die Innenansicht des „Pharmakartells“:
Aufgrund des Selbstmordes der Frau des Witwers Lothar Schröder, welche zuvor positive Produktdarstellungen eines Antidepressivums in der Apotheken Umschau gelesen hatte und sich daraufhin das Präparat verschreiben ließ, gründen die Autoren eine Scheinfirma. Sie mieten Büroräume, lassen eine Hochglanzbroschüre drucken und laden Vertreter verschiedener – auch scheinbar seriöser – Zeitschriften (so auch der Apotheken-Umschau) ein, um zu recherchieren, ob dieselben ungeprüft, auch über ggf. hoch riskante Präparate, positiv berichten würden. Mit Erfolg. Esser und Randerath zeigen die Aufnahmen Jörg Schaaber (Herausgeber „Gute Pillen – Schlechte Pillen“) und Stefan Etgeton (Verbraucherzentrale Bundesverband). Beide sind bestürzt. Mit versteckter Kamera werden auch ebenso die Aufnahmen mit der Mitarbeiterin einer Selbsthilfeorganisation (ADHS Deutschland) gedreht, weil auf deren Webseite ein Rote-Hand-Brief mit Hinweis auf Selbstmorde als Nebenwirkung nicht veröffentlicht wurde.
Die Autoren verfolgen die Spur des Antidepressivums der Frau von Lothar Schröder und anderer Präparate gleichen Wirktyps bis in die USA, wo unter anderem ein Betroffener und dessen Anwalt zu Wort kommen. Original-Filmaufnahmen der US-Arzneimittelbehörde FDA ergänzen diesen Teil der Dokumentation. Betroffene sowie Insider aus Anti-Korruptionsbehörden, Pharmaindustrie, Medizin und selbst Politik werden zwischenzeitlich dazu befragt. Sie berichten offen darüber, wie und mit welchen – z. T. brutalen – Methoden die Konzerne Medikamente auf den Markt drücken, deren Wirkstoffe nicht selten schwere und z. T. schwerste Nebenwirkungen haben. Sie decken auf, wie Pharmaunternehmen Ärzte und Beamte bestechen, unabhängige Experten bedrohen, Politiker hofieren und beeinflussen, Medien kaufen und Selbsthilfegruppen unterwandern. Ein Interview mit Horst Seehofer über das gescheiterte Projekt einer Positivliste für Arzneimittel, ein Bericht über Drehtüreffekte zwischen Politik und Pharmaindustrie sowie die Aufnahme einer gemeinsamen Bootsfahrt bei gemütlichem Essen zwischen beiden Seiten, runden die Dokumentation ab.
(ZDF Text: „Bei jeder Tablette geht es weniger um die Gesundheit, als vor allem ums Geschäft.“ In der Frontal21-Dokumentation Das Pharmakartell – Wie wir als Patienten betrogen werden sprechen ehemalige Manager und Mitarbeiter der Pharmaindustrie erstmals offen darüber, mit welchen brutalen Methoden die Konzerne seit Jahren Medikamente auf den Markt drücken, deren Wirkstoffe schwere Nebenwirkungen haben.)

## Erstausstrahlung und Sendetermine
Die Erstausstrahlung des Films fand am 9. Dezember 2008 von 21:00–21:45 im ZDF statt.

## Interviewpartner
- Horst Seehofer (Politiker, CSU)
- Bruno Müller-Oerlinghausen (Arzneimittelkommission deutsche Ärzteschaft)
- Uwe Dolata (Kriminalhauptkommissar, BDK)
- Peter Schönhöfer (Arzneitelegramm)
- Leonhard Hansen, (damals Chef der Kassenärztlichen Vereinigung Nordrhein (KVN))[5]
- John Virapen, (langjähriger Geschäftsführer Eli Lilly Schweden)
- Wolf-Dieter Ludwig (damals Vorsitzender der Arzneimittelkommission der deutschen Ärzteschaft)[6]
- Lothar Schröder (Witwer)
- Marc Rimbert (Angehöriger, New Mexico, USA)
- Fred Shepherd (Rechtsanwalt, USA)
- Edda Würdemann (Zentrum für Sozialpolitik, Bremen)
- Klaus Skrotzki, (Kinderarzt)
- Jörg Schaaber (Herausgeber „Gute Pillen – Schlechte Pillen“)[7]
- Stefan Etgeton (Verbraucherzentrale Bundesverband)

Weitere Interviewpartner, deren Namen nicht genannt werden, kommen während des Drehs mit versteckter Kamera zu Wort. Die Aufnahmen werden im Originalton nachgesprochen.

## Zitate
„Es kann nicht so sein, dass eine Positivliste danach bestellt wird, wer die stärkste Lobby hat. Sondern sie muss nach wissenschaftlich sauberen Kriterien gemacht werden. Und das war in überschaubarer Zeit nicht möglich, und deshalb haben wir sie dann beerdigt. Übrigens jede Folgeregierung auch. [Frage der Redaktion:] «Heißt das denn, dass die Lobby so stark war, die Pharmalobby gegen die Politik, und sie dann da zurückziehen mussten?» Seehofer: Ja, das ist so. Seit 30 Jahren. Bis zur Stunde.“

„Die Selbsthilfegruppen sind von der Pharmaindustrie so Mitte der 1980er Jahre entdeckt worden, als Marketingagenten. Wenn sie finanziert werden, geben sie den Finanzierern zurück, dass sie für deren Produkte werben. Und auf diese Weise wurde die Selbsthilfe von der Pharmaindustrie korrumpiert. Nicht alle, aber viele Selbsthilfegruppen sind nicht besser als ein verlängerter Arm der Pharmaindustrie“

„Lilly [Anm.: der Konzern Eli Lilly] hat dafür gesorgt, dass zum einen Risikodaten, z.B. über die Erzeugung von Suizidalität, oder auch aggressiven Zuständen und so weiter, möglichst nicht an die Öffentlichkeit kamen. Sie hat Kollegen, die solche Daten hatten, massiv bedroht, juristische Konsequenzen angedroht, und sie hat natürlich auch – wie andere Hersteller – dafür gesorgt, dass Studien die nicht, oder deren Ergebnisse nicht in ihrem Interesse waren, gar nicht veröffentlicht wurden.“

„Der auch in der Öffentlichkeit immer noch vorherrschende Irrglaube: “Ein Arzneimittel, das zugelassen ist, ist sicher”, ist eindeutig nicht richtig.“

„Wir haben es hier sogar mit Strukturen zu tun, von denen die Mafia noch was lernen könnte.“

„Die Pharmaindustrie kann ganz entspannt den Ermittlungsbehörden, den Polizeien, den Staatsanwaltschaften und den Gerichten entgegensehen, weil es hat noch keine Verurteilung in Deutschland gegeben, die auf Bestechlichkeit im geschäftlichen Verkehr, auf Korruption durch die Pharmaindustrie zurückzuführen ist, die eine Abschreckung darbieten könnte. Also die Pharmaindustrie kann in Deutschland machen was sie will!“

„Wenn man sich die Methoden betrachtet mit denen die Pharmaindustrie die Entscheidungsträger unter Druck setzt, so gehören die eigentlich in die mafiösen Strukturen.“

„Es ist ein Geben und Nehmen, ein Kommen und Gehen zwischen Politikern und Ministerialbeamten und Pharmaindustrievertretern. Und es kann einfach nicht sein, weil in einer Familie, wenn man es also zu einer Cosa Nostra, zu einer eigenen Sache alles macht, dann natürlich dementsprechend Kontrollen wegfallen!“

## Kritiken
„Der Hanns-Joachim-Friedrichs-Förderpreis [Anm.: des Jahres 2009] geht an Astrid Randerath und Christian Esser, die Autoren der ZDF-Fernsehdokumentation ‚Das Pharmakartell‘ (Sendedatum 9. Dezember 2009). Die Jury hält die Frontal-21-Dokumentation für ein herausragendes Beispiel von investigativem Journalismus.“

## Auszeichnungen
- 2009: Beste Wirtschaftsjournalisten des Jahres 2009. In einer Umfrage der Zeitschrift Wirtschaftsjournalist unter 276 Fachjournalisten und Chefredakteuren wurden Christian Esser und Astrid Randerath für die ZDF-Dokumentation Das Pharma-Kartell in der Kategorie TV/Radio als beste Wirtschaftsjournalisten des Jahres 2009 ausgezeichnet.[9][10]

- 2009: Hanns-Joachim-Friedrichs-Preis für „Das Pharmakartell“. Der Hanns-Joachim-Friedrichs-Förderpreis ging an die Autoren Astrid Randerath und Christian Esser, der eigentliche Hanns-Joachim-Friedrichs-Preis ging an den Chefredakteur des ZDF, Nikolaus Brender.[11]